# Jorge Samek
Jorge Miguel Samek OMM (Foz do Iguaçu, 16 de maio de 1955) é um empresário, engenheiro agrônomo e político brasileiro filiado ao Partido dos Trabalhadores (PT). Foi diretor-Geral Brasileiro da Itaipu Binacional durante os governos Lula, Dilma Rousseff e Michel Temer.

## Biografia
Descendente de poloneses e engenheiro agrônomo formado na Universidade Federal do Paraná, Jorge Samek é filiado ao PT desde 1990 e foi vereador quatro vezes, a primeira em 1988 quando ainda era do Partido do Movimento Democrático Brasileiro (PMDB; atual MDB). Ocupou a chefia de gabinete da Secretaria de Agricultura no governo José Richa e foi secretário de Abastecimento de Curitiba, além de presidente da Ceasa na gestão do então prefeito Roberto Requião.
Nas eleições de 1994, candidatou-se pelo PT ao cargo de governador do Paraná, apoiando Luiz Inácio Lula da Silva para presidente. Com 159 221 votos (4,22%), acabou em terceiro lugar e perdeu em primeiro turno para os 2 070 970 votos a Jaime Lerner do Partido Democrático Trabalhista (PDT).
Nas eleições de 2002, foi eleito em sétimo lugar à Câmara dos Deputados. Com 114 659 votos, foi o segundo mais votado da coligação no Paraná, ficando pouco atrás de Dr. Rosinha, eleito com 124 117 votos. Entretanto, antes do início do mandato em fevereiro do ano seguinte, a vitória de Lula nessas mesmas eleições como presidente do Brasil permitiu-lhe ser indicado ao Ministério de Minas e Energia. Assim, renunciou ao mandato na Câmara, entregando-o para Selma Schons (PT), primeira suplente da coligação.

### Itaipu Binacional
Em janeiro de 2003, Jorge Samek foi nomeado pelo presidente como sucessor de Antônio José Correia Ribas no cargo de diretor-Geral Brasileiro da Itaipu Binacional sob Dilma Rousseff. Em agosto de 2003, acompanhou Lula em sua visita ao Paraguai.
Em abril de 2004, Samek foi admitido pelo presidente Lula à Ordem do Mérito Militar no grau de Oficial especial. Em maio de 2004, fez parte da delegação que o acompanhou em visita às cidades de Pequim e Xangai na China.
Em 2010, foi cotado para ser candidato a vice-governador de Osmar Dias, mas acabou desistindo. 